# 補特伽羅
補特伽羅（梵文：pudgala，Pudgalāstikāya），又譯為福伽羅、弗伽羅，意译为数取趣，佛教术语，泛指通常所说的“有情”、“众生”或是我。這個術語源自於古印度哲學，在不同沙門教派傳統中，都使用這個術語來建立自身學說，佛教也是其中之一。

## 釋義
在佛教经典，補特伽羅可泛指任何的人，因此也譯為有情或人。佛陀在經藏中除了施設了眾多補特伽羅，也對其含義有所解釋，例如《增支部·嫌恨品·A.5.161》：
|  | 諸比丘！凡對補特伽羅，若起嫌恨時，則對彼補特伽羅，須修慈，如是而對彼補特伽羅之嫌恨，應可除去。…… 諸比丘！凡對補特伽羅，若起嫌恨時，則對彼補特伽羅，須堅定建立此業為彼者，此具壽之業為彼者。領有業，以業為起原，以業為親族，以業為歸趣。即使所作或善或惡之任何業，彼皆當須受其[業之]付與。如是而對彼補特伽羅之嫌恨，應可除去。 |

因為補特伽羅與業報有密切關聯，在古印度宗教，或被視為輪迴的主體。

## 概論
佛教認為我（ātman）是對五蘊的錯誤認識，只是假名，蘊、處、界，皆為非我、非我所，即一切法無我。因此在提到輪迴主體時，多用補特伽羅來代替。
基於論書如《俱舍論》等的說法：相對佛教而言的外道所認為的我，可稱離蘊我，他們認為在五蘊之外存在一個真正的自我，或神我（puruṣa）、命（jīva），它是常住不變的，單一的，有支配功能的。佛教反對這種見解，認為五蘊由业的牵引逐渐产生变异，沒有主体“我”的支配，只遵循因果规律。
犢子部及其支派認為，補特伽羅與五蘊非即非離，立實有的「不可說我」，其他部派認為，補特伽羅若是實有，則類同於外道所說之我，補特伽羅只是依五蘊而說的假名，沒有獨立實存的自性。

## 歷史源流
在《阿含經》中使用補特伽羅（pudgala）來指代“輪迴之主體”，譯為“人”，而不是使用「我」（ātman）這個詞。《巴利論藏》也有總集佛陀施設各種補特伽羅的《人施設論》，可對應於漢譯分別說部《舍利弗阿毘曇論·非問分·人品》。佛教主張無我，所以不承認補特伽羅具有獨立實存的自性（勝義補特伽羅），但為了方便解說，而假名為補特伽羅（世俗補特伽羅）。
《論事》記載了部派佛教的許多主張，其中一個議題是補特伽羅是否具有獨立實存的自性。犢子部承認補特伽羅為實有，被稱為補特伽羅論者，遭到《論事》和《大毘婆沙論》的質難。

## 分類
補特伽羅依照轉生處（道、趣）的差別，分為五道眾生：地獄道、餓鬼道、畜生道、人道、天道，或將阿修羅別立為一道，而為六道。
以貪愛的來源，分成三界：
- 欲界：地獄、人間、欲界天，居於此界的眾生因為對飲食、睡眠、情欲等世俗欲望起貪愛所以稱為欲界。
- 色界：色界天，其众生有形体，於色界四禪起貪愛。
- 無色界：無色界天，其众生没有形体，只以神识的形式存在，於無色界四定起貪愛。

依照出生方式的差別，分為四生：卵生，胎生，濕生，化生。

## 各宗派闡述
部派佛教中，說一切有部迦多衍尼子《發智論》主張「無補特伽羅」，後來提婆設摩《識身論》自稱性空論者，將支持「有補特伽羅」的宗派概括統稱為補特伽羅論者。被包括在其中的部派，包括了主張「補特伽羅自體實有」的犢子部及其支派正量部等，和認為「有勝義補特伽羅」的說轉部等。
佛教的各種學派，對輪迴的承載主體有各自的解說。

### 部派佛教

#### 說一切有部
說一切有部提出假名說，認為補特伽羅只是五陰所形成的假名，並沒有實質的存在。

#### 犢子部
佛教中最早提出補特伽羅學說的是犢子部。犢子部認為，眾生在輪迴之中，必定有個主體在轉移，這個主體即是補特伽羅，又被稱為非即非離蘊我、不可說我。補特伽羅攜帶著業，從前世轉生至後世，形成各種不同的生命型態。
後人總結犢子部所認為的補特伽羅有三個特徵：
1. 是輪迴的主體[15]。
2. 是記憶的主體[16]。
3. 是六識的主體[17]。

#### 經量部
經量部提出種子說，認為業力的傳遞，如同植物一般，有種子、相續、結果三個階段。眾生因為業報，在心識中薰成種子，種子流轉到後世，再度發芽，形成下一生。

#### 赤銅鍱部
巴利经藏记载，补特伽罗是具有连贯业力的轮回意义上的人、有情。在赤銅鍱部《论事》中，认为补特伽罗并非“谛义、胜义”上的存在，而是世俗概念上的施设。

### 大乘佛教

#### 中觀派
說一切有部的說法被中觀派繼承，他們反對補特伽羅是實有的，認為因為存在補特伽羅我執，誤認為五陰積聚是實有的，才會讓眾生流轉。

#### 唯識派
唯識派在經量部的種子說的基礎上，提出八識說。認為存在一種細微的心識，稱為阿賴耶識，它是生死的根本。

#### 如來藏學派
如來藏學派以心性本淨的如來藏說為真我，並分為空性的空如來藏和佛法功德的不空如來藏。